# 츠베트노이 불바르역
츠베트노이 불바르 역(러시아어: Цветно́й бульва́р)은 모스크바 지하철 세르푸홉스코 티미랴젭스카야 선의 역이다. 1988년 개장했다.

## 역사
츠베트노이 불바르 역은 1988년 12월 31일에 개장했다. 역의 이름은 츠베트노이 불바르라는 가로수길에서 따왔다.

## 환승
이 역에서는 류블린스코 드미트롭스카야 선의 트루브나야 역으로 갈아탈 수 있다.